# Union de la droite et du centre

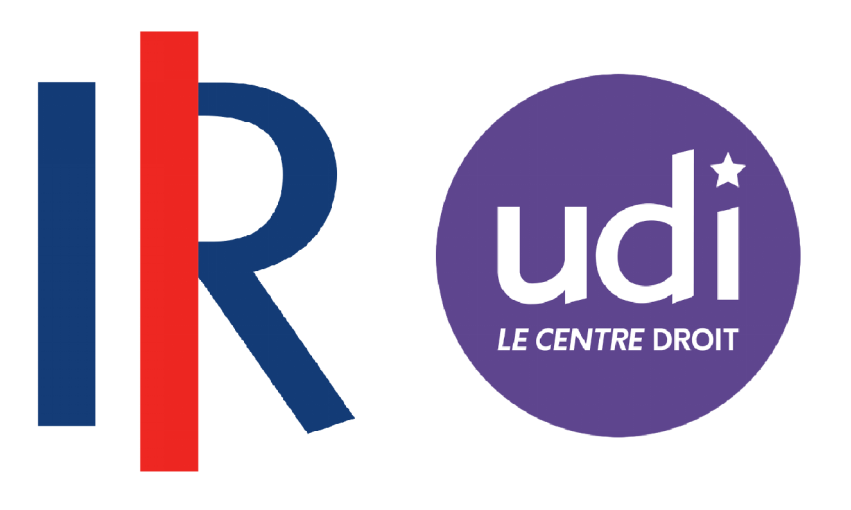
Logos des partis membres de l'Union de la droite et du centre (UDC).

L'union de la droite et du centre (UDC) est un terme employé en France pour désigner une alliance électorale entre les partis de droite (gaullistes ou libéraux) et du centre droit (démocrates-chrétiens voire radicaux).
Tout au long de la Ve République, le parti gaulliste (principal parti de la droite française) s'est allié avec de plus petites formations politiques de droite et du centre afin d'obtenir une majorité à l'Assemblée nationale ou pour les élections locales. Entre 2002 et 2012, la quasi-totalité de cette mouvance est rassemblée dans l'Union pour un mouvement populaire qui se définissait alors comme le « parti de la droite et du centre ».
Le terme est par la suite utilisé pour les listes et candidatures présentées par le parti Les Républicains et ses alliés centristes (UDI et LC).
En vue des élections législatives de juin 2022, le président de LR Christian Jacob dévoile ainsi lors d'un Congrès national organisé le 7 mai 2022 un accord prévoyant des désistement mutuels entre les trois formations, dont 457 candidats investis par LR, 59 par l'UDI, 26 par LC et un par Libertés et territoires,.

## Chronologie des différentes alliances
| Alliance | Partis membres | Partis membres | Élections |
| --- | --- | --- | --- |
| Union des républicains de progrès | | Union des démocrates pour la République (UDR)                                                                                            | Législatives de 1967 Législatives de 1968 Législatives de 1973 |
| Union des républicains de progrès | Fédération nationale des républicains indépendants (FNRI) | | Législatives de 1967 Législatives de 1968 Législatives de 1973 |
| Union des républicains de progrès | Centre démocratie et progrès (CDP) | | Législatives de 1967 Législatives de 1968 Législatives de 1973 |
| Union pour une nouvelle majorité (1981) Union de l'opposition pour le renouveau (1984-1986) Union du rassemblement et du centre (1988) Union UDF-RPR (1989) Union pour la France (1990-1995) | | Rassemblement pour la République (RPR)                                                                                                   | Législatives de 1981 Européennes de 1984 Législatives de 1986 Régionales de 1986 Législatives de 1988 Européennes de 1989 Régionales de 1992 Législatives de 1993 Européennes de 1994 |
| Union pour une nouvelle majorité (1981) Union de l'opposition pour le renouveau (1984-1986) Union du rassemblement et du centre (1988) Union UDF-RPR (1989) Union pour la France (1990-1995) | Union pour la démocratie française (UDF) • Parti républicain • Centre des démocrates sociaux • Parti radical • Parti social-démocrate                                                                             | | Législatives de 1981 Européennes de 1984 Législatives de 1986 Régionales de 1986 Législatives de 1988 Européennes de 1989 Régionales de 1992 Législatives de 1993 Européennes de 1994 |
| Union pour une nouvelle majorité (1981) Union de l'opposition pour le renouveau (1984-1986) Union du rassemblement et du centre (1988) Union UDF-RPR (1989) Union pour la France (1990-1995) | Centre national des indépendants et paysans (CNIP) | | Législatives de 1981 Européennes de 1984 Législatives de 1986 Régionales de 1986 Législatives de 1988 Européennes de 1989 Régionales de 1992 Législatives de 1993 Européennes de 1994 |
| Union RPR-UDF | | Rassemblement pour la République (RPR)                                                                                                   | Législatives de 1997 Régionales de 1998 |
| Union RPR-UDF | Union pour la démocratie française (UDF) • Démocratie libérale • Force démocrate • Parti radical • Parti populaire pour la démocratie française                                                                   | | Législatives de 1997 Régionales de 1998 |
| L'Alliance (1998-1999) | | Rassemblement pour la République (RPR)                                                                                                   | Européennes de 1999 |
| L'Alliance (1998-1999) | Nouvelle UDF jusqu'en février 1999 • Parti radical • Parti populaire pour la démocratie française | | Européennes de 1999 |
| L'Alliance (1998-1999) | Démocratie libérale (DL) | | Européennes de 1999 |
| Union pour la majorité présidentielle | | Rassemblement pour la République (RPR)                                                                                                   | Législatives de 2002 |
| Union pour la majorité présidentielle | Démocratie libérale (DL) | | Législatives de 2002 |
| Union pour la majorité présidentielle | Une majorité d'élus UDF | | Législatives de 2002 |
| Union pour la majorité présidentielle | Parti radical (RAD) | | Législatives de 2002 |
| Union pour la majorité présidentielle | Parti populaire pour la démocratie française (PPDF) | | Législatives de 2002 |
| Union pour la majorité présidentielle | Forum des républicains sociaux (FRS) | | Législatives de 2002 |
| Comité de liaison de la majorité présidentielle | | Union pour un mouvement populaire (UMP) • Parti radical • Convention démocrate • Parti chrétien-démocrate • Le Chêne • Les Progressistes | Législatives de 2007 Européennes de 2009 Régionales de 2010 |
| Comité de liaison de la majorité présidentielle | Nouveau Centre (NC) | | Législatives de 2007 Européennes de 2009 Régionales de 2010 |
| Comité de liaison de la majorité présidentielle | La Gauche moderne (LGM) | | Législatives de 2007 Européennes de 2009 Régionales de 2010 |
| Comité de liaison de la majorité présidentielle | Mouvement pour la France (MPF) à partir de 2010 | | Législatives de 2007 Européennes de 2009 Régionales de 2010 |
| Comité de liaison de la majorité présidentielle | Chasse, pêche, nature et traditions (CPNT) à partir de 2010 | | Législatives de 2007 Européennes de 2009 Régionales de 2010 |
| Union UMP-UDI (2014-2015) Union de la droite et du centre Majorité pour la France (2017) | | Union pour un mouvement populaire (UMP) puis Les Républicains (LR)                                                                       | Municipales de 2014 Départementales de 2015 Régionales de 2015 Présidentielle de 2017 Législatives de 2017 Européennes de 2019 (sans l'UDI) Régionales de 2021                        |
| Union UMP-UDI (2014-2015) Union de la droite et du centre Majorité pour la France (2017) | Union des démocrates et indépendants (UDI) • Force européenne démocrate • Clubs Perspectives et réalités • Parti radical jusqu'en 2017 • Alliance centriste jusqu'en 2017 • La Gauche moderne inactif depuis 2017 | | Municipales de 2014 Départementales de 2015 Régionales de 2015 Présidentielle de 2017 Législatives de 2017 Européennes de 2019 (sans l'UDI) Régionales de 2021                        |
| Union UMP-UDI (2014-2015) Union de la droite et du centre Majorité pour la France (2017) | Les Centristes (LC) membre de l'UDI jusqu'en 2017 | | Municipales de 2014 Départementales de 2015 Régionales de 2015 Présidentielle de 2017 Législatives de 2017 Européennes de 2019 (sans l'UDI) Régionales de 2021                        |
| Union UMP-UDI (2014-2015) Union de la droite et du centre Majorité pour la France (2017) | Le Mouvement de la ruralité (LMR) jusqu'en 2021 | | Municipales de 2014 Départementales de 2015 Régionales de 2015 Présidentielle de 2017 Législatives de 2017 Européennes de 2019 (sans l'UDI) Régionales de 2021                        |
| Union UMP-UDI (2014-2015) Union de la droite et du centre Majorité pour la France (2017) | Mouvement démocrate (MoDem) jusqu'en 2017 | | Municipales de 2014 Départementales de 2015 Régionales de 2015 Présidentielle de 2017 Législatives de 2017 Européennes de 2019 (sans l'UDI) Régionales de 2021                        |
| Union UMP-UDI (2014-2015) Union de la droite et du centre Majorité pour la France (2017) | Parti chrétien-démocrate (PCD) jusqu'en 2019 | | Municipales de 2014 Départementales de 2015 Régionales de 2015 Présidentielle de 2017 Législatives de 2017 Européennes de 2019 (sans l'UDI) Régionales de 2021                        |
| Union de la droite et du centre | | Les Républicains (LR) | Présidentielle de 2022 Législatives de 2022 Européennes de 2024 (sans l'UDI) Législatives de 2024                                                                                     |
| Union de la droite et du centre | Union des démocrates et indépendants (UDI) | | Présidentielle de 2022 Législatives de 2022 Européennes de 2024 (sans l'UDI) Législatives de 2024                                                                                     |
| Union de la droite et du centre | Les Centristes (LC) | | Présidentielle de 2022 Législatives de 2022 Européennes de 2024 (sans l'UDI) Législatives de 2024                                                                                     |
| Union de la droite et du centre | Nouvelle Énergie (NÉ) à partir de 2024 | | Présidentielle de 2022 Législatives de 2022 Européennes de 2024 (sans l'UDI) Législatives de 2024                                                                                     |